# Jason Kearton
Jason Kearton (Ipswich, 9 luglio 1969) è un ex calciatore australiano, di ruolo portiere.

## Carriera
Dopo aver giocato 26 partite nella prima divisione australiana con i Brisbane Lions, nell'estate del 1988, all'età di 19 anni, si trasferisce in Inghilterra per giocare nell'Everton, club di prima divisione. Per diverse stagioni ricopre il ruolo di terzo o secondo portiere, trascorrendo inoltre dei periodi in prestito rispettivamente allo Stoke City (16 presenze in terza divisione nella stagione 1991-1992) ed al Blackpool (14 presenze in quarta divisione, sempre nella stagione 1991-1992). Fa il suo vero e proprio esordio con l'Everton solamente nella stagione 1992-1993, nella quale gioca 5 partite nella prima divisione inglese ed una partita in FA Cup; l'anno seguente gioca invece una partita in Coppa di Lega, mentre nella stagione 1994-1995 disputa un'ulteriore partita in massima serie prima di venire ceduto in prestito al Notts County, con la cui maglia nella seconda parte della stagione disputa 10 partite in seconda divisione. Trascorre poi l'intera stagione 1995-1996 nuovamente all'Everton, senza giocarvi ulteriori partite ufficiali.
Nell'estate del 1996 si trasferisce al Crewe Alexandra, club di terza divisione, con cui nella sua prima stagione gioca 30 partite di campionato e 3 partite nei vittoriosi play-off, a seguito dei quali il club viene quindi promosso in seconda divisione, categoria in cui Keaton tra il 1997 ed il 2000 gioca regolarmente da titolare (dopo 43 presenze nella stagione 1997-1998, gioca infatti tutte e 92 le partite di campionato del club tra il 1998 ed il 2000). Dopo un'ultima stagione da 26 presenze, nell'estate del 2001 torna in patria per giocare nei Brisbane Strikers, con cui disputa 55 partite in tre anni.

## Palmarès

### Club

#### Competizioni nazionali
- Coppa d'Inghilterra: 1

Everton: 1994-1995
- FA Charity Shield: 1

Everton: 1995